# Peter Tschernig
Peter Tschernig (né le 12 avril 1945 à Chemnitz où il est mort le 14 septembre 2017) est un chanteur allemand.

## Biographie
Ses grands-parents lui donnent l'accordéon dont il prend des leçons jusqu'en 1958. Cette année-là, il devient tenorhorn dans l'orchestre d'harmonie de Karl-Marx Stadt.
En 1962, il suit une formation d'électromécanicien. Au moment de la Beatlemania, il s'initie à la guitare, crée son groupe et chante et joue dans d'autres. En 1974, il fait une formation de DJ et travaille de manière indépendante en RDA.
Tschernig est en 1977 le chanteur du groupe Express qu'il quitte l'année suivante pour une carrière solo dans la musique country. Inspiré par sa chanson Ich fahr das Taxi-408, il fonde un groupe qu'il appelle TAXI. En 1983, à cause des concerts en RDA et en dehors, il arrête d'être DJ. En 1989, il crée sa propre société de tournées et s'y consacre totalement.
En 1992, il anime sur MDR 1 Radio Sachsen l'émission Let’s go Country. Sur MDR Fernsehen, il anime en 1994, d'après une idée de Michael Leckebusch, le pilote de Music City USA. En 2004, il retourne dans un studio d'enregistrement. En raison du succès de son nouveau single Was willst du denn da oben ohne mich, Tschernig relance sa carrière musicale. Il fait une apparition dans le film Tout ira bien.

## Discographie
Singles
- 1978 : Schlaf schön, Rosmarie (avec Express)
- 1979 : Gut 30 Jahre bin ich alt
- 1980 : Taxi 408
- 1982 : Mein erstes selbstverdientes Geld
- 1985 : Mein bester Kumpel
- 1988 : Miteinander (Peter Tschernig & Western Union)

Albums
- 1983 : Taxi 408
- 1986 : Irgend ein Haken ist immer dabei
- 1994 : Zwischen Himmel und Erde
- 2004 : Mein bester Kumpel ... Die größten Hits aus 25 Jahren
- 2009 : Immer lächeln

## Source de la traduction
- (de) Cet article est partiellement ou en totalité issu de l’article de Wikipédia en allemand intitulé « Peter Tschernig » (voir la liste des auteurs).